# Федосюк, Олег
Олег Федосюк (лит. Olegas Fedosiukas; 19 июня 1964, Вильнюс) — литовский правовед, профессор (2011), судья Верховного суда Литвы.

## Биография
С 1981 по 1986 год учился в Вильнюсском университете. Затем он учился как докторант университета Миколаса Ромериса. В 2000 году защитил диссертацию и получил степень доктора. С 1995 по 2000 год был ассистентом на кафедре уголовного права. С 2000 по 2007 год — заместитель декана юридического факультета. С 2001 года преподаватель, а с 2011 года — профессор кафедры уголовного права. С 2007 года является судьей Верховного суда Литвы.
С женой Ольгой (родилась в 1964 году) у него есть дочь Марина (родилась в 1985 году) и сын Роман (родился в 1991 году).